# Вулиця Темницьких (Львів)
Ву́лиця Темни́цьких — вулиця в Залізничному районі Львова на Левандівці. Проходить від гімназії «Гроно» на вулиці Вигоди до перехрестя Самарської та Кондратюка. Проходить паралельно до вулиці Олесницького. В середній частині перетинається з пішохідною частиною Низинної. Від Вигоди до Низинної вулиця асфальтована, місцями має хідник. Від Низинної до Кондратюка/Самарської вулиця має ґрунтове покриття без хідників. На цій ділянці між будинками № 78 та № 81 від Темницьких відходить асфальтований тупик. Нумерація будинків ведеться від вулиці Вигоди.

## Історія
Вулиця утворена у 1993 році й названа на честь українських політичних діячів братів Володимира та Омеляна Темницьких. До цього вона була частиною вулиці Доробок, яка від 1924 року називалася П'ястів на честь польської королівської династії П'ястів, а 1933 року отримала сучасну назву. Через це номери будинків вулиці Темницьких продовжують номери вулиці Доробок. Так, остання споруда на Доробок має номер 60, а перший будинок вулиці Темницьких — № 63.

## Забудова
Забудова: одноповерховий конструктивізм 1930-х років, одноповерхова садибна забудова.

## Галерея

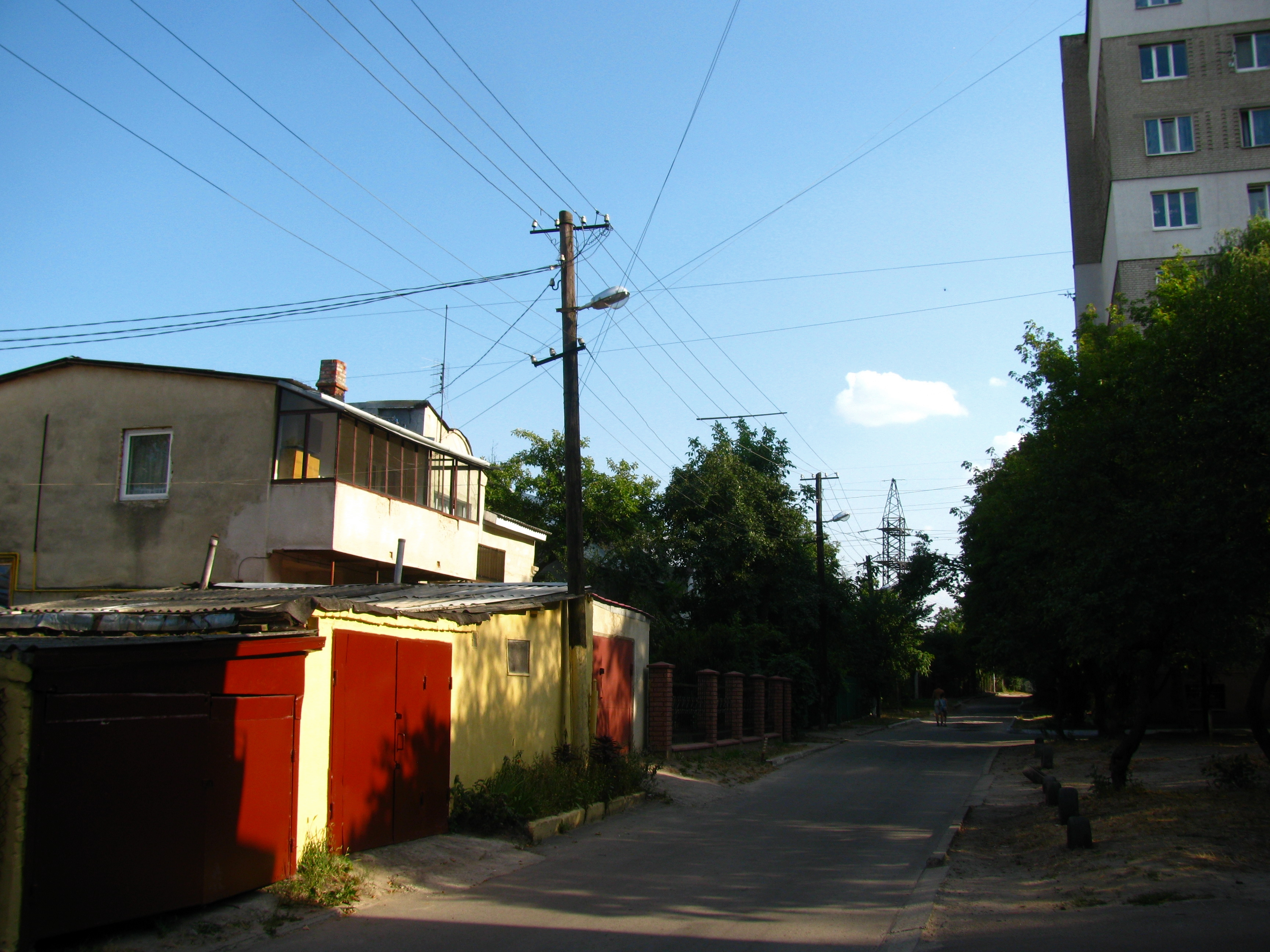
Вигляд початоку вулиці від Вигоди (2013)
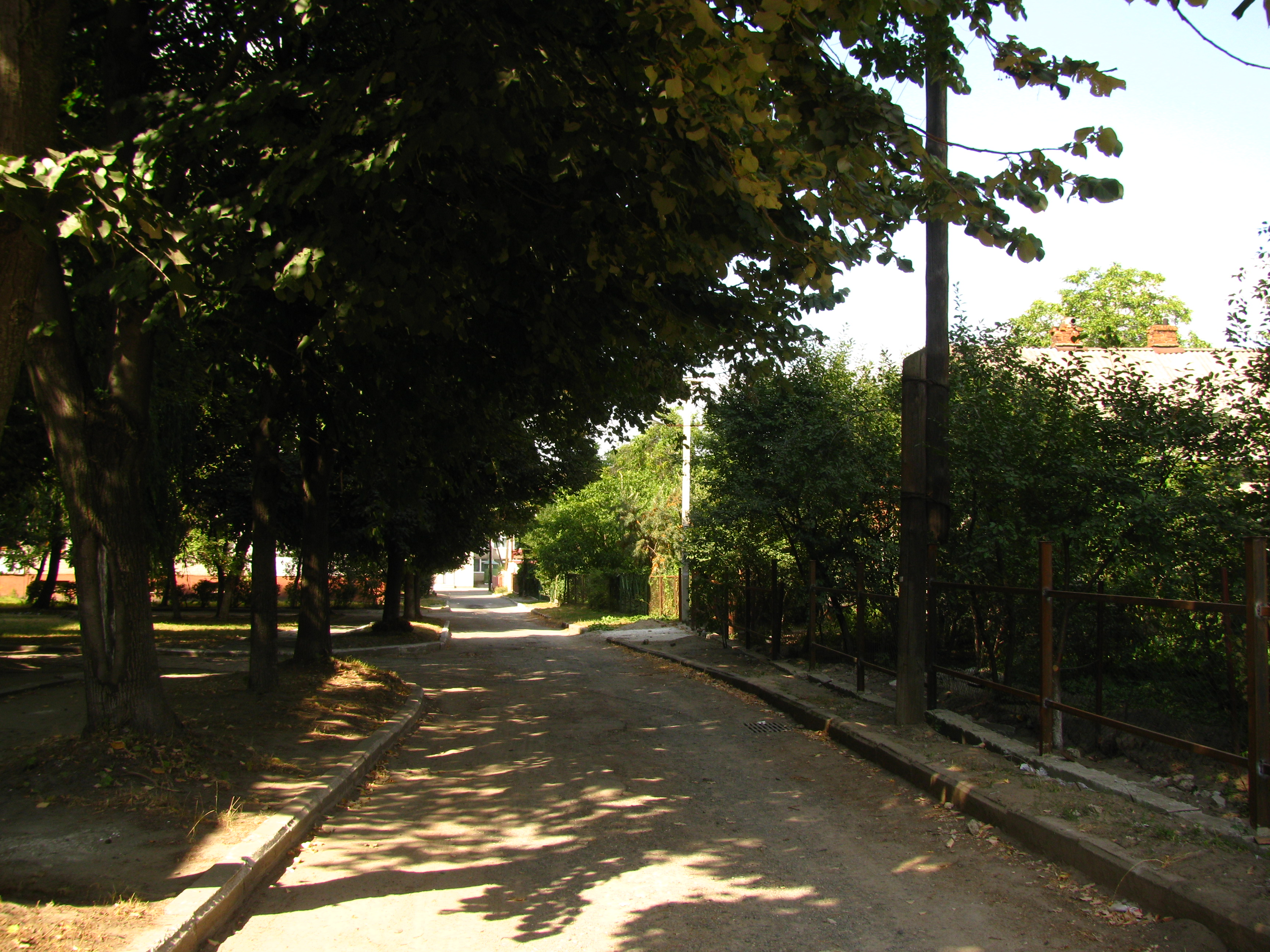
Вигляд від перехрестя з Низинною в сторону Вигоди (2013)
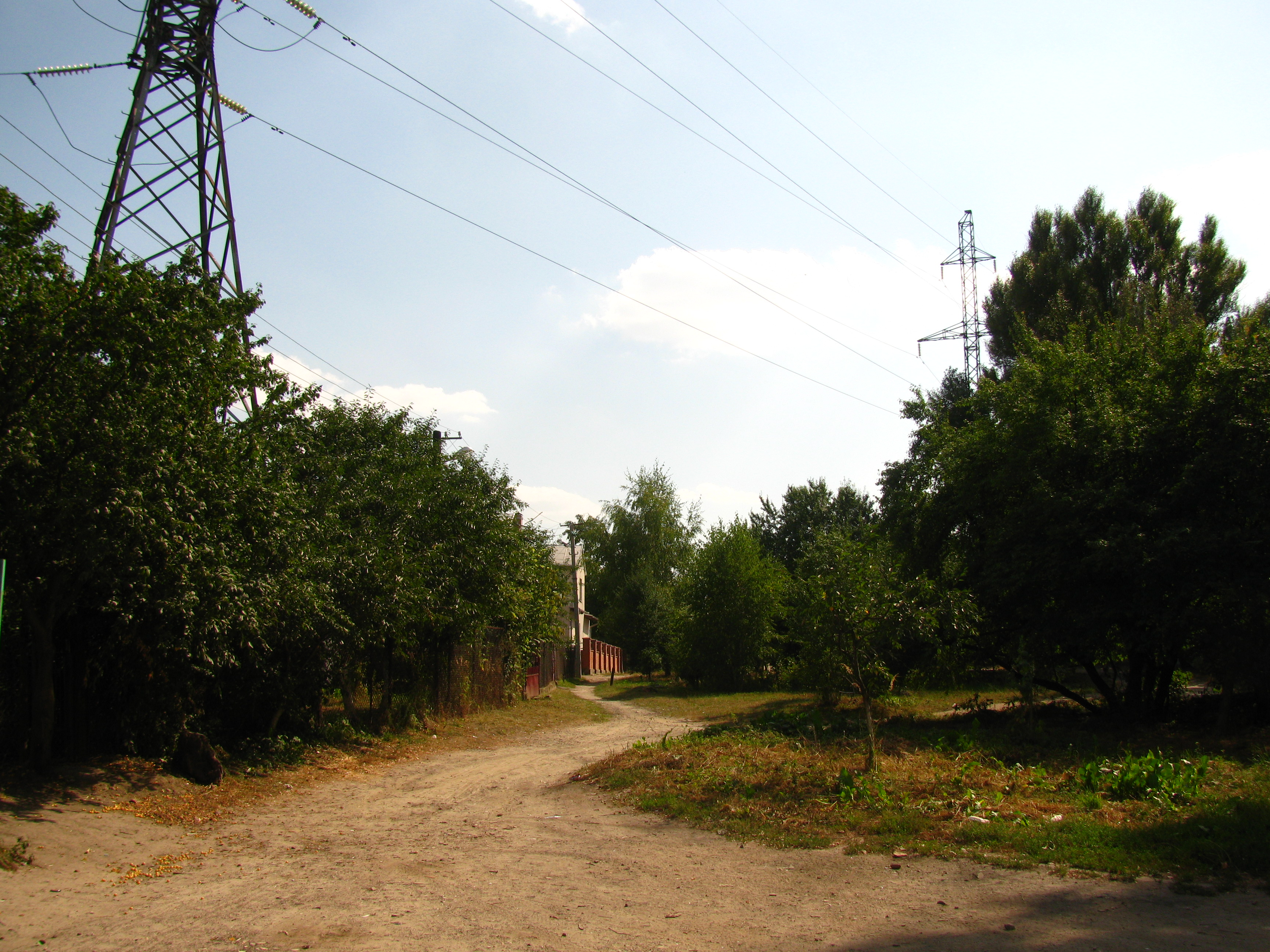
Вигляд від перехрестя з Низинною в сторону Кондратюка/Самарської (2013)
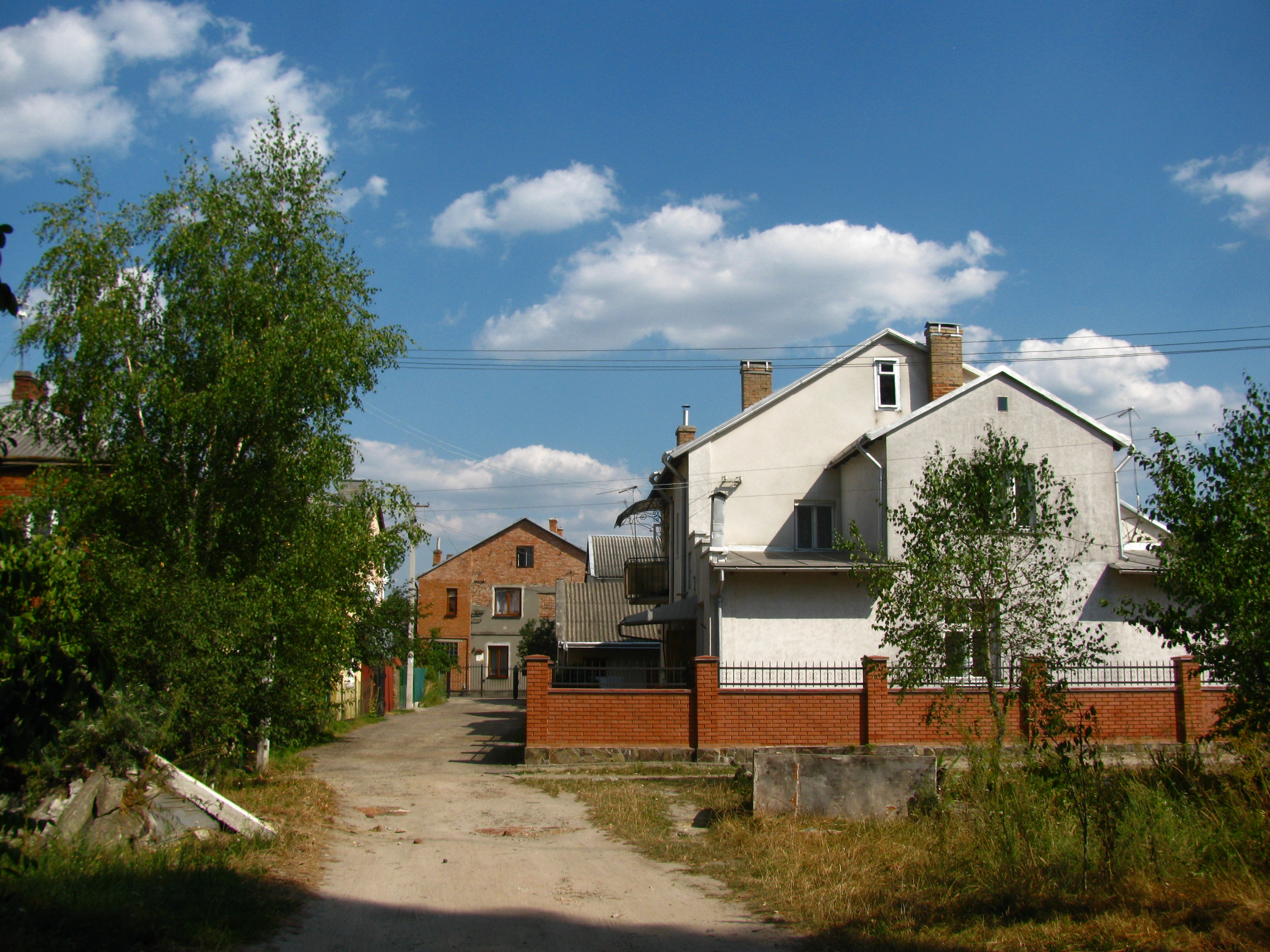
Тупик між будинками №78 та №81 (2013)
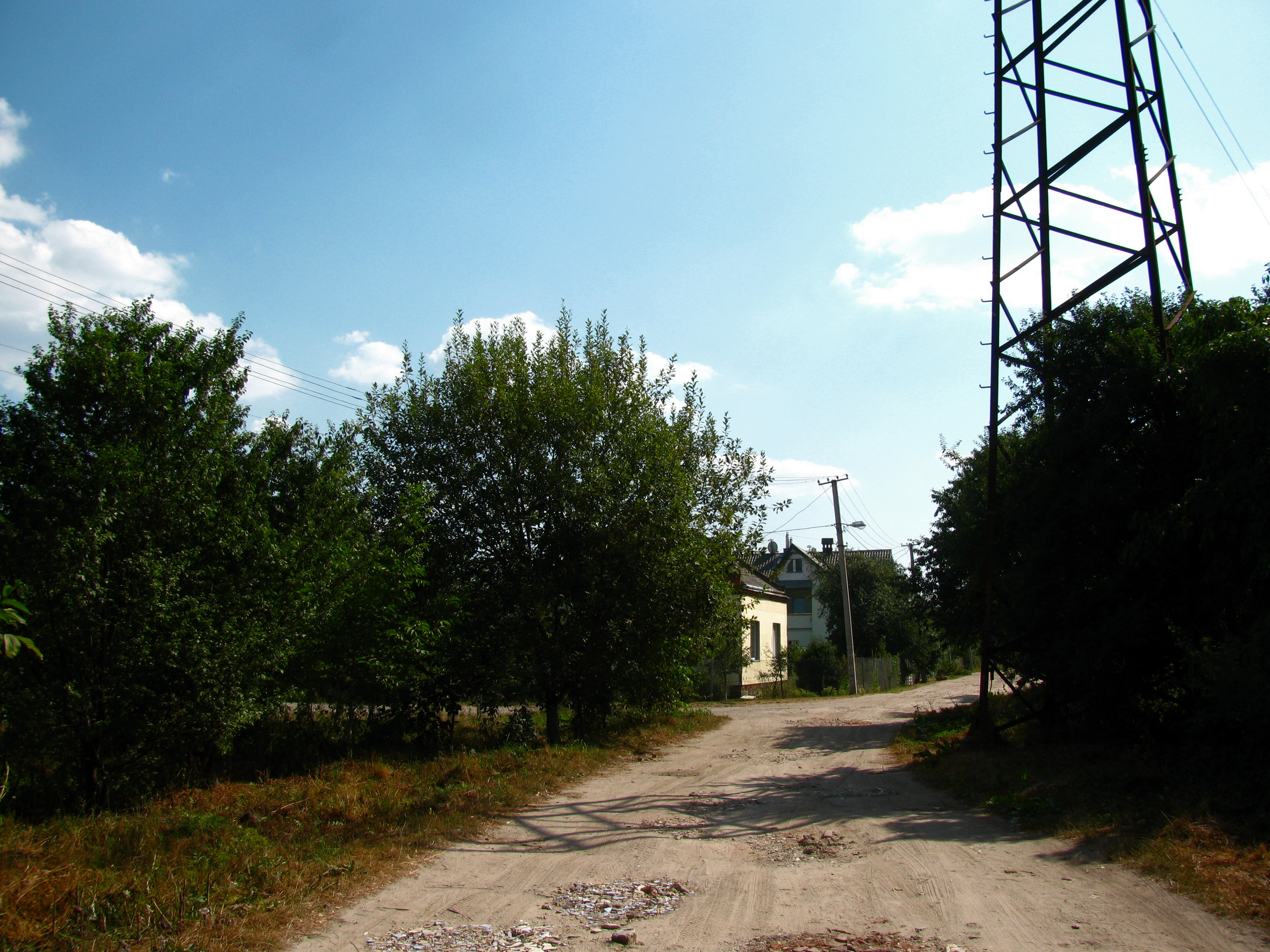
Кінець вулиці. Вигляд в сторону Кондратюка/Самарської (2013)